# Убийства итальянских военнопленных (1943)
Во время Второй мировой войны Италия была союзницей нацистской Германии. Итальянские вооружённые силы воевали на фронтах этой войны на стороне Германии, в том числе на Восточном фронте в СССР.
Это продолжалось до 8 сентября 1943 года, когда Италия официально вышла из войны.
11 сентября 1943 года верховное командование вермахта (OKW) издало приказ о разоружении и отправке в лагеря для военнопленных итальянских солдат и офицеров, которые отказались перейти на службу Германии.
Десятки тысяч итальянских солдат и офицеров были направлены в лагеря для военнопленных, расположенные на территории Польши в городах Хелм, Бяла-Подляска и Демблин.

## Расстрелы итальянских солдат и офицеров
- На Балканах всего расстреляно 6300 итальянских солдат и офицеров, а более 17 тысяч отправлено в лагеря для военнопленных.[3]
- Всего на территории Польши было уничтожено около 22 600 итальянских солдат и офицеров.[4]
- В сентябре 1943 года 4 500 солдат и офицеров было расстреляно на средиземноморских островах Кефалиния и Кос.

## Места расстрелов
- В середине сентября 1943 года на Балканском полуострове и островах Средиземноморья (Греция).
- 23 сентября 1943 в Касторье на севере Греции (Македония) расстреляно 1200 итальянских солдат и офицеров гарнизона Кастории (24-я пехотная дивизия «Пинероло»).
- 28 сентября 1943 года на острове Корфу расстреляно 28 итальянских офицеров.
- В начале октября 1943 года в городе Саранда (Албания) — 130 офицеров дивизии «Перуджа».
- В Демблине, Хелмно, Торуни, Бяла-Подляска, Пшемысле и других лагерях.
- В 1943 году во Львове в самой Цитадели (концлагерь для офицеров «Шталаг 328») и на верхнем Лычакове, а также казармах по ул. Коперника, где временно находилась команда тыла итальянского гарнизона «Командо ретрове дель ест» — были расстреляны итальянские офицеры, а итальянских солдат расстреливали на Погулянке, в лесу возле Лисинич и вблизи села Малые Кривчицы, а также в концлагере в Раве-Русской («Шталаг-325»)[5]. В 1946 году на Нюрнбергском процессе был представлен список расстрелянных во Львове итальянских офицеров[6].
- В 1944 году около деревни Ходоровка Докшицкого района, немецкими солдатами было расстреляно 600 мирных жителей и 200 бывших итальянских военнослужащих из числа нескольких тысяч находившихся в плену на территории оккупированной Белоруссии для использования их труда при строительстве укреплений. Итальянские военнопленные были привезены из лагерей Европы и помещены в следующие лагеря для военнопленных: деревня Масюковщина (Минский район), деревня Березвечьи (Глубокский район), а так же в Слуцке, Барановичах, Витебске, Молодечно, Бресте, Бобруйске, Полоцке, Борисове, Волковыске, Лиде, Могилеве и Пинске. Практически все итальянские военнопленные на территории Белоруссии были расстреляны немцами при отступлении.

## Свидетельства очевидцев
Н. Э. Петрушкова, работавшая во время немецкой оккупации Львова переводчицей в итальянской команде «Ретрови Итальяно»:
«после падения Муссолини фашисты потребовали от итальянских солдат, находившихся во Львове, присяги на верность гитлеровской Германии. Многие отказались и были тут же арестованы. Всего было арестовано и расстреляно более 2000 человек. Среди расстрелянных 5 генералов и 45 офицеров итальянской армии, которых я знала лично»

В 1965 году один из бывших узников Яновского лагеря во Львове гражданин Польши Л. Циммерман: 
«Утром приехали машины и остановились вдоль лагерной дороги. Итальянцев сталкивали с автомобилей. Им было приказано сложить оружие в козлы и отойти в сторону. Потом их погнали тыльной стороной ущелья смерти и расстреляли. Среди солдат были и офицеры»
Бывший сотрудник миссии по репатриации советских граждан (Париж) Б. М. Гоглидзе, осенью 1943 г.:
в пустые артиллерийские склады и бункера, находившиеся неподалёку от города Ордруф, в направлении деревни Кравинкель, привезли и разместили 3 — 4 батальона итальянцев, которые вскоре были расстреляны. Весной 1944 г. останки расстрелянных решили уничтожить, сделать это поручили заключённым из расположенного неподалёку филиала Бухенвальда. При вскрытии могил заключённые увидели трупы, одетые в итальянскую военную форму
Во Львове расстрелы итальянцев проводили солдаты Вермахта. Расстрелы длились два месяца. По данным Чрезвычайной Следственной комиссии во Львове было расстреляно около 10 тысяч военнопленных итальянцев. Бывший львовянин Владислав Вебер запечатлел в своих детских воспоминаниях, что «после расстрелов по оврагам между лисинецкими холмами стекала кровь» расстрелянных итальянцев.

## Убийства итальянцев на островах Кефалиния и Кос
Примечательными, но по большей части, малоизвестными актами жестокости стали массовые убийства итальянских военнослужащих на островах Кефалиния (Cephallonia) и Кос (Kos) в сентябре 1943 года во время взятия немецкими войсками под контроль оккупированных итальянцами территорий. В Кефалинии итальянская дивизия Acqui численностью 12 000 человек была атакована 13 сентября 1943 года частями 1-й горной дивизии (1 Gebirgs-Division) с поддержкой самолётов Юнкерс Ю87 («Штука»), и была принуждена к сдаче 21 сентября после понесённых военных потерь 1 300 человек.
На следующий день немцы начали казни взятых в плен и продолжали их до тех пор, пока свыше 4500 итальянцев не были убиты. Около 4000 уцелевших были отправлены на кораблях на материк, но некоторые из них утонули после подрыва на минах в Ионийском море, где приблизительно 3000 человек погибли.

## Убийство итальянских солдат и офицеров в Кастории (Северная Греция)
В 1941 году город Касторья был оккупирован итальянскими войсками, в том числе и 24-й пехотной дивизией «Пинероло».
После того, как, 8 сентября 1943 года было подписано перемирие между Италией и англо-американским блоком, начались аресты итальянцев. Подразделения 2-го Бранденбургского полка под командованием генерал-майора Александра Пфулшайна заняли Касторию в Северной Греции, который в то время был одним из главных городов греческого региона Западная Македония. В то же время, в Касторье находился итальянский гарнизон 13-го мотострелкового полка 24-й дивизии Пинероло под командованием полковника Алдо Вениери, сторонника итальянского перемирия с антигитлеровской коалицией.
10 сентября 1943 года германский генерал Пфулшайн выдвинул итальянскому полковнику Вениери ультиматум, в котором говорилось, чтобы итальянские подразделения сложили оружие и сдались в плен в течение 24 часов. После полученного ультиматума итальянский полковник предложил командиру дивизии «Пинероло» генералу Инфанте сдаться немцам. В это время Инфанте уже собрал оставшихся верных ему солдат и офицеров дивизии «Пинероло», чтобы впоследствии присоединиться к греческим партизанам (см. Разоружение дивизии Пинероло). Этого как раз и боялись немцы, которые в то время находились в Кастории и этот шаг итальянцев может предотвратить только командующий 11-й итальянской армией генерал Карло Векиарели, который под давлением немецкого командования отдал приказ всем итальянским подразделениям, находящимся в Греции, сдаться немцам.
Но итальянский полковник Вениери, понимая, что все его командиры в Греции, кто откажется сдаваться немцам, попадут в немецкий плен и, следовательно, нужно ждать решения итальянского верховного командования в Бриндизи во главе с королём Виктором Эммануилом и маршалом Бадолио. Бадолио приказал Вениери не сдаваться немцам и воевать против них до последнего патрона, до последнего оставшегося в живых итальянского солдата или офицера.
11 сентября 1943 года немецкий генерал Пфулшайн посетил штаб-квартиру итальянского полковника Вениери в Кастории и потребовал ответа, почему итальянские войска не сдались в плен немцам. Итальянский полковник ответил, что отверг ультиматум о капитуляции, и если немцы попытаются отобрать оружие у итальянцев, то это будет причиной открыть стрельбу по немецким солдатам. На выходе из штаб-квартиры итальянского полковника генерал Пфулшайн был захвачен итальянскими солдатами, которых ранее разоружили немецкие солдаты, сопровождающие его.
В то время на одной из улиц Кастории итальянская артиллерийская батарея берсальеров открыла огонь по наступающим немецким танкам, которые перед тем безуспешно пытались напасть на итальянскую батарею. Слышались выстрелы, разрывы снарядов со всех сторон города, где были расположены другие итальянские воинские части, которые вели уличные бои с немцами. В результате итальянские войска окружили весь германский полк «Бранденбург» в Кастории и уже с их стороны звучали призывы к капитуляции.
Хотя немцы и получили казалось бы достойный отпор от итальянцев, командование полка «Бранденбург» телеграммой обратилось за помощью к командованию албанской группировки войск Вермахта, и из Албании были переброшены большие силы немцев. В результате этих действий подразделения мотопехоты и артиллерии Вермахта окружили Касторью и вынудили итальянцев сложить оружие. Но не все итальянцы сдались в плен, некоторые из них вырвались из окружения и ушли в горные леса Кастории, где ещё несколько дней продолжали сопротивление своим бывшим союзникам по оружию, но 15 сентября 1943 года, после того как у них закончились боеприпасы, сдались в плен и они. Сдавшихся в плен немцы поместили в бывших итальянских казармах в Кастории, где был обустроен концлагерь для пленных итальянцев. И уже 23 сентября 1943 года 1200 итальянских солдат и офицеров были расстреляны немцами. Вместе с ними были расстреляны и трое местных болгар, которые были участниками военной организации «Охрана» и были союзниками итальянцев в войне, до выхода Италии из коалиции стран Оси. Остальные итальянцы были перевезены на грузовике в лагерь для военнопленных южнее Салоников. Пленённые итальянские военные пробыли в немецком плену до октября 1944 года, то есть до освобождения лагеря греческими партизанами. Итальянцы влились в партизанские формирования и вместе с греками воевали до окончания Второй Мировой войны на территории Греции.

## Отражение событий в произведениях культуры
Резня в Кефалинии служит фоном для романа Луиса де Бернье «Выбор капитана Корелли» («Captain Corelli’s Mandolin») и одноименного фильма (2001).

## Правовой аспект
Расстрел пленённых военнослужащих запрещён Женевскими и Гаагскими конвенциями о методах ведения войны, поэтому жертвы среди сдавшихся в плен военнослужащих Италии имели значительный общественный резонанс.
Спустя 70 лет, в 2013 году, военный суд в Риме заочно приговорил бывшего военнослужащего Вермахта Альфреда Шторка (Alfred Stork) к пожизненному заключению — Шторк был признан виновным в организации массовой казни 117 итальянских офицеров на греческом острове Кефалиния, которая произошла 24 сентября 1943 года.